# آنی (تئاتر موزیکال)
آنی (به انگلیسی: Annie) یک نمایش موزیکال تئاتر برادوی است که بر اساس کمیک استریپ محبوب هارولد گری با عنوان یتیم کوچولو آنی ساخته شده‌است، موسیقی آن توسط چارلز استروز، متن ترانه‌هایش توسط مارتین چارنین و کتابش توسط توماس میهن است. اجرای این نمایش از سال ۱۹۷۷ در برادوی آغاز شد و نزدیک به شش سال ادامه داشت و رکوردی برای تئاتر آلوین (تئاتر نیل سایمون فعلی) به نام خود ثبت کرد.